# Siriporn Ampaipong
Siriporn Ampaipong (Thai: ศิริพร อำไพพงษ์), provincie Udon Thani, 7 december 1962) is een Thais musicus.
Ampaipong zingt in verscheidene Thaise muziekstijlen zoals luk thung en mor lam sing. In 1992 begon hij als zanger met het lied Bow Rak See Dam. Een ander bekend lied is Parinya Jai.

## Discografie

### Albums

#### PGM Reccord
- Bow Rak See Dam (โบว์รักสีดำ)

#### GMM Grammy
- Parinya Jai (ปริญญาใจ)
- Raeng Jai Rai Wan (แรงใจรายวัน)
- Puea Mae Pae Bo Dai (เพื่อแม่แพ้บ่ได้)
- Phoo Ying Lai Mue (ผู้หญิงหลายมือ)

- International Standard Name Identifier: 0000 0003 7240 7531
- MusicBrainz: 4b21de23-c6ca-4410-a8a3-ce3314c49226
- Virtual International Authority File: 836145858134823022135